# Indische Cricket-Nationalmannschaft in Australien in der Saison 1991/92
Die Tour der indischen Cricket-Nationalmannschaft nach Australien in der Saison 1991/92 fand vom 29. November 1991 bis zum 5. Februar 1992 statt. Die internationale Cricket-Tour war Bestandteil der Internationalen Cricket-Saison 1991/92 und umfasste fünf Tests. Australien gewann die Serie 4–0.

## Vorgeschichte
Indien spielte zuvor eine Tour gegen Südafrika, für Australien war es die erste Tour der Saison. Zwischen den Tests dieser Tour bestritten beide Mannschaften ein Drei-Nationen-Turnier zusammen mit dem Team der West Indies. Die Tour war  Bestandteil der direkten Vorbereitung beider Teams für den Cricket World Cup 1992 der in Australien und Neuseeland ausgetragen wurde. Dadurch war das indische Team knapp vier Monate am Stück in Australien. Das letzte Aufeinandertreffen der beiden  Mannschaften bei einer Tour fand in der Saison 1986/87 in Indien statt.

## Stadien
Die folgenden Stadien wurden für die Tour als Austragungsort vorgesehen.
| Stadion                  | Stadt     | Kapazität | Spiele  |
| ------------------------ | --------- | --------- | ------- |
| Adelaide Oval            | Adelaide  | 53.583    | 4. Test |
| The Gabba                | Brisbane  | 42.000    | 1. Test |
| Melbourne Cricket Ground | Melbourne | 100.024   | 2. Test |
| WACA Ground              | Perth     | 20.000    | 5. Test |
| Sydney Cricket Ground    | Sydney    | 48.000    | 3. Test |

## Tour Matches
| 17. November Scorecard | Perth (LH) | ACB Chairman’s XI 254-6 (50)          | – | Indians 225-7 (50) |
|                        |            | ACB Chairman’s XI gewinnt mit 29 Runs |   |                    |

## Tests

### Erster Test in Brisbane
| 29. November – 2. Dezember Scorecard | Brisbane | Indien 239 (88.1) & 156 (58.2)    | – | Australien 340 (127.4) & 58-0 (24.5) |
|                                      |          | Australien gewinnt mit 10 Wickets |   |                                      |

### Zweiter Test in Melbourne
| 26. – 29. Dezember Scorecard | Melbourne | Indien 263 (93.2) & 213 (88)     | – | Australien 349 (122) & 128-2 (40) |
|                              |           | Australien gewinnt mit 8 Wickets |   |                                   |

### Dritter Test in Sydney
| 2. – 6. Januar Scorecard | Sydney | Australien 313 (124) & 173-8 (84) | – | Indien 483 (168.4) |
|                          |        | Remis                             |   |                    |

### Vierter Test in Adelaide
| 25. – 29. Januar Scorecard | Adelaide | Australien 145 (66.4) & 451 (186) | – | Indien 225 (84.2) & 333 (100.1) |
|                            |          | Australien gewinnt mit 38 Runs    |   |                                 |

### Fünfter Test in Perth
| 1. – 5. Februar Scorecard | Perth | Australien 346 (125.5) & 367-6d (113.3) | – | Indien 272 (89.5) & 141 (55.1) |
|                           |       | Australien gewinnt mit 300 Runs         |   |                                |